# Ocotea floribunda
Ocotea floribunda o ishpingo es una especie de árbol perteneciente a la familia Lauraceae. Es utilizado dentro del sistema de salud tradicional desarrollado por los pueblos originarios de los Andes de Perú.

## Descripción
Árbol de hasta 20 metros de altura y diámetro de hasta 30 cm, con ramas e inflorescencia escasamente pubescentes (vellosas); hojas elíptico-lanceoladas u obovadas (ovadas con el extremo angosto hacia abajo), glabras y a menudo finalmente reticulado-venosas en el haz, glabras o algo pubérulas y reticulado–venosas en el envés; flores dioicas, blanco-verdosa; frutos subglobosos o elipsoides.

## Distribución y hábitat
Se distribuye en el Caribe, Mesoamérica y Sudamérica en Bolivia (Pando, Santa Cruz), Brasil, Colombia (Antioquia, Meta, Valle), Costa Rica, Cuba, Ecuador, Guyana, Guayana Francesa, Islas Vírgenes, Jamaica, Nicaragua, Perú, Puerto Rico, República Dominicana, Surinam, Trinidad y Tobago y Venezuela (Amazonas, Aragua, Bolívar, Delta Amacuro, Distrito Federal, Mérida, Monagas, Nueva Esparta, Sucre, Táchira, Yaracuy, Zulia).

## Taxonomía
Ocotea floribunda fue descrita científicamente por el botánico alemán Carl Christian Mez (abrev.: Mez) y publicada en 1889 en  Jahrbuch des Königlichen Botanischen Gartens und des Botanischen Museums zu Berlin 5: 325–326.
Etimología
- Ocotea: nombre genérico por el nombre nativo en la Guayana Francesa; sus habitantes originarios, los garipones, la llamaban aiou-hou-ha.[7]
- floribunda: epíteto latino que significa "con profusión de flores".[8]

Sinonimia
- Laurus exaltata Rudolph ex Meisn., 1864 (sinónimo ambiguo)[9]
- Laurus exaltata Willd. ex Nees, 1836 (sinónimo ambiguo)[10]
- Laurus floribunda Sw., 1788[11]
- Laurus retroflexa Poir., 1813[12]
- Laurus salicifolia Trevir. ex Nees, 1836[13]
- Nectandra floribunda (Sw.) Nees, 1836[14]
- Ocotea arenaensis Brooks, 1933[15]
- Ocotea botryophylla Klotzsch & Karst. ex Nees, 1848[16]
- Ocotea floribunda (Sw.) Benth. & Hook. fil., 1848 (sinónimo ambiguo)[17]
- Ocotea wachenheimii Benoist, 1924[18]
- Oreodaphne domingensis Nees, 1836[19]
- Oreodaphne floribunda (Sw.) Nees, 1836[20]
- Oreodaphne lindeniana A. Rich., 1853[21]
- Oreodaphne retroflexa (Poir.) Nees, 1836[22]
- Oreodaphne willdenoviana Nees, 1836[23]
- Persea floribunda (Sw.) Schott, 182[24]
- Persea retroflexa (Poir.) Spreng., 1836[25]
- Strychnodaphne floribunda (Sw.) Griseb., 1860[26]

## Importancia cultural
En Perú es considerada un árbol medicinal amazónico y es utilizada por la medicina tradicional en forma oral y tópica para tratar el mal aire.

## Nombres comunes
- ishpingo, flor de ishpingo, hierba de ishpingo,[3] cigua aguacatillo, cigua prieta[4]